# Marzer Bach
Marzer Bach är ett vattendrag i Österrike.   Det ligger i förbundslandet Burgenland, i den östra delen av landet, 50 km söder om huvudstaden Wien.
I omgivningarna runt Marzer Bach växer i huvudsak blandskog. Runt Marzer Bach är det ganska tätbefolkat, med 100 invånare per kvadratkilometer.